# Янсане, Секу
Секу́ Ума́р Янсане́ (фр. Sekou Oumar Yansané; род. 28 апреля 2003, Гренобль) — французский футболист гвинейского происхожения, нападающий клуба «Аль-Ахли».

## Клубная карьера
Янсане — воспитанник клубов Гренобль, «Лион» и «Дижон». В 2020 году он дебютировал за дублирующий состав последних. В 2021 году Янсане перешёл в «Пари Сен-Жермен», подписав контракт на два года. Сумма трансфера составила 600 тыс. евро. 22 декабря в матче против «Лорьяна» он дебютировал в Лиге 1.